# Lechner Tudásközpont
A Lechner Tudásközpont, korábban Lechner Lajos Tudásközpont a Miniszterelnökség építészet- és építésügyi munkáját támogató, valamint egyéb szakinformatikai feladatokat ellátó szakmai szervezet. 
Szakmai tevékenységének és szolgáltatásainak fókuszában az építészet és építésügy területén túl az országos szintű, illetve térségi területrendezési és integrált tervezési feladatok ellátása, a vidék- és várospolitika kialakításában való szakmai közreműködés, a dokumentációk tárolása, kezelése, valamint a begyűjtött dokumentumokból történő adatszolgáltatás áll.

## Épülete
A belső Budafoki úton a Lágymányosi Dohánygyár 1908-1912 között épült. 1910-ben kezdődött el benne a termelés, majd 1965-ben vidékre költöztették. 2013 óta a Lechner Tudásközpont otthona.